# Malcolm Finlayson
Malcolm Finlayson (født 14. juni 1930, død 26. november 2014) var en skotsk fodboldspiller (målmand).
Finlayson tilbragte hele sin 16 år lange karriere i England, hvor han repræsenterede Millwall og Wolverhampton. Hos Wolverhampton var han en del af klubbens storhedstid, og var med til at vinde to engelske mesterskaber og én FA Cup-titel.

## Titler
Engelsk mesterskab
- 1958 og 1959 med Wolverhampton

FA Cup
- 1960 med Wolverhampton